# Frenesí
Frenesí (titulada originalmente Frenzy, en inglés) es una película británica de 1972, del género thriller, dirigida por Alfred Hitchcock, y protagonizada por Jon Finch, Alec McCowen y Barry Foster. Está basada en la novela Goodbye Piccadilly, Farewell Leicester Square, de Arthur La Bern.

## Argumento
En el Londres de principios de la década de los 70, un criminal sexual conocido con el nombre de el Asesino de la corbata tiene en jaque a la policía. Richard Blaney (Jon Finch) es despedido del bar en el que trabaja, debido a que el dueño del bar, Felix Forsythe (Bernard Cribbins) lo acusa de haber robado licores del establecimiento. Luego de esto, Richard va a ver a su amigo Robert Rusk (Barry Foster), el dueño de un negocio de frutas y verduras muy conocido. Más tarde va a ver a su exmujer, Brenda Blaney (Barbara Leigh-Hunt), con la que esa noche sale a cenar y tienen una gran discusión en un restaurante. 
Al día siguiente, a la oficina de la señora Blaney acude un tipo que intenta violarla y finalmente la estrangula. A los pocos minutos de abandonar el lugar del crimen, Richard llega la oficina y al no encontrar respuesta, sale de allí, pero es visto por la secretaria de la señora Blaney. Richard es acusado del crimen de su exmujer y es encarcelado. Mientras esto sucede, el asesino de Brenda Blaney carga un pesado saco en un vehículo de carga. Más tarde se da cuenta de que ha perdido su alfiler de corbata y supone que está con el cadáver de su víctima. Regresa al camión, pero este ya ha abandonado la ciudad. El asesino logra ubicar el vehículo y el saco, que contenía el cadáver de una mujer. Al examinar su mano, ve su alfiler, pero la rigidez cadavérica lo obliga a usar la violencia para recuperarlo. 

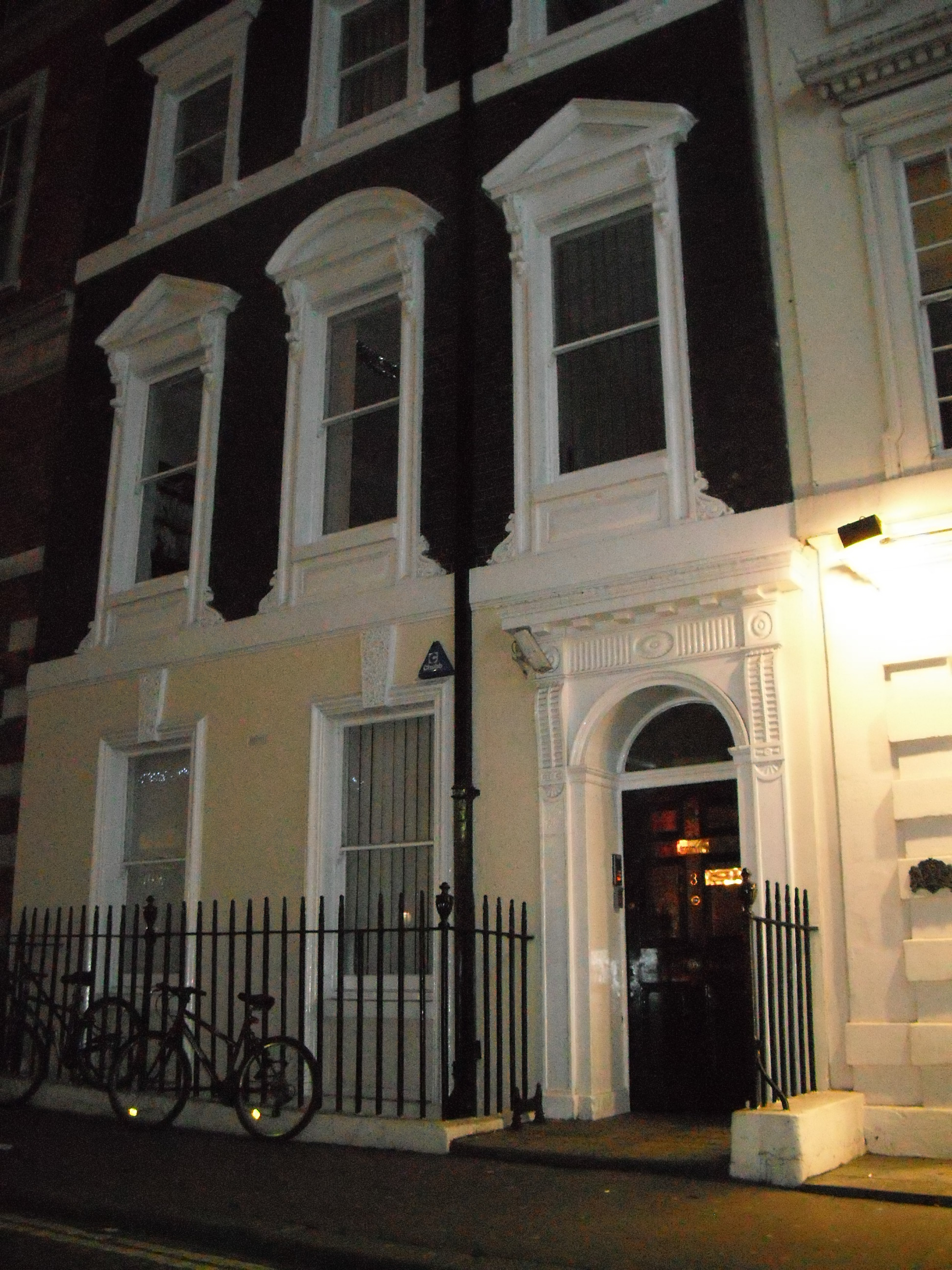
Número 3 de la calle Henrietta en Covent Garden, donde estaba el piso de Robert Rusk.

El caso de Richard es llevado por el inspector Oxford (Alec McCowen), que no está convencido de la culpabilidad del detenido. En conversaciones con su esposa, que experimenta en él sus recetas de comida francesa, ella sin saberlo lo va guiando a la solución. Richard consigue escapar de la prisión y se dirige al apartamento de su amigo Robert Rusk, donde encuentra la puerta sin el cerrojo echado. Creyendo que Rusk estaba durmiendo en su lecho, Richard coge una barra de hierro y golpea violentamente el cuerpo durmiente. Al mismo apartamento llega el inspector Oxford y sorprende a Richard, que a su vez estaba sorprendido al ver que el cuerpo que había golpeado pertenecía a una mujer ya muerta. Intenta una explicación, pero el inspector enmudece. Ambos escuchan ruidos en el pasillo y el inspector se oculta tras la puerta. Richard permanece en su sitio al lado del lecho.
El asesino hace su entrada en el departamento arrastrando un baúl, donde pensaba colocar a su víctima, y el inspector Oxford lo apresa, frente a las claras circunstancias de su culpabilidad en todos los crímenes anteriores, al tiempo que le dice "Usted no está usando su corbata".

## Reparto
- Jon Finch: Richard Ian Blaney
- Alec McCowen: Inspector Jefe Oxford
- Barry Foster: Robert Rusk
- Billie Whitelaw: Hetty Porter
- Anna Massey: Barbara Jane 'Babs' Milligan
- Barbara Leigh-Hunt: Brenda Margaret Blaney
- Bernard Cribbins: Felix Forsythe
- Vivien Merchant: Señora Oxford
- Michael Bates: Sargento Spearman
- Jean Marsh: Monica Barling
- Clive Swift: Johnny Porter
- John Boxer: Sir George
- Madge Ryan: Señora Davidson
- George Tovey: Señor Salt
- Elsie Randolph: Gladys
- Jimmy Gardner: Portero del hotel
- Gerald Sim: Solicitante en pub
- Noel Johnson: Doctor en el pub

## Cameo
El clásico cameo de Alfred Hitchcock, siempre presente en sus películas, ocurre al inicio de la película, como un transeúnte que se detiene junto con otros a la orilla del Támesis para ver el rescate del cadáver de una víctima.

## Premios
Medallas del Círculo de Escritores Cinematográficos
| Categoría                 | Premiado | Resultado |
| ------------------------- | -------- | --------- |
| Mejor película extranjera | Frenesí  | Ganadora  |